# Giōrgos Kōstikos
Giōrgos Kōstikos (in greco: Γιώργος Κωστίκος; 26 aprile 1958) è un allenatore di calcio ed ex calciatore greco, di ruolo attaccante.

## Palmarès

### Giocatore

#### Competizioni nazionali
- Campionato greco: 2

PAOK: 1984-1985
Olympiakos: 1986-1987